# Aitor Zubizarreta
Aitor Zubizarreta Aranbarri (Azpeitia, Guipúzcoa, 6 de marzo de 1995) es un baloncestista español. Con una altura de un metro y noventa centímetros, juega en la posición de base, pudiendo hacerlo también como escolta.

## Trayectoria deportiva
Es un jugador zurdo que ha sido internacional con España en categorías inferiores. Tras destacar en el Campeonato de España Junior de 2013 y debutar en LEB Plata con Iraurgi SB decidió trasladarse a Estados Unidos para desarrollar un ciclo universitario.
Su primera etapa americana la pasó en la Universidad de Portland, jugando para los Portland Pilots de la División I de la NCAA. Allí disputó dos temporadas con una participación testimonial en el equipo. Tras este ciclo, se decantó por cambiar de Universidad y rechazó becas de universidades adscritas a la NCAA para finalmente decantarse por la NAIA. Los dos últimos años los disputa con los Coyotes del College of Idaho, firmando 16.6 puntos, 5.9 rebotes y 3.4 asistencias en 2015/16 y 13.2 puntos, 4.3 rebotes y 2.6 asistencias en 2016/17. Dejó actuaciones memorables, como los 45 puntos (19/24 en tiros de campo incluyendo un 5/8 en triples) 9 rebotes, 5 asistencias y 2 robos de balón que consiguió ante The Evergreen State College.
El 8 de agosto de 2017 se oficializa su fichaje por el RETAbet Bilbao Basket para las siguientes tres temporadas, pasando la primera de ellas cedido en su club natal, el Iraurgi SB de LEB Oro donde promedia 6.5 puntos y 2.4 asistencias en 2017/18.
La temporada 2018/19, ya desvinculado del Bilbao Basket, ficha con el Palencia Baloncesto, completando la campaña en LEB Oro con promedios de 4.1 puntos y 1.7 asistencias.
En julio de 2019 se anunció su fichaje por el Cáceres Patrimonio de la Humanidad para disputar la temporada 2019/20, también en LEB Oro, promediando 6.6 puntos y 2.5 asistencias en los 22 partidos que disputó hasta la conclusión prematura de la temporada por la pandemia de coronavirus. 
En la temporada 2020-2021 regresa al Palencia Baloncesto, disputando 25 partidos y alcanzando promedios de 5.6 puntos y 2.2 asistencias. 
En julio de 2021 firma con el Gipuzkoa Basket para disputar la temporada 2021-2022, en la que promedia 7.6 puntos, 2.5 asistencias y 2.2 rebotes.